# Colossus (számítógép)
A Colossus egy a második világháborús kódfejtők által épített számítógépsorozat, amelyet 1943 és 1945 között gyártottak, a Lorenz rejtjelező kriptoanalízisére. A számlálási és logikai műveletekhez elektroncsöveket használtak. Bár ezt tekintik az első programozható elektronikus számítógépnek, a programozása még nem tárolt programmal, hanem átkötésekkel és kapcsolókkal történt.
A Colossust gyakran keverik a Turing-bombával, de az egy elektromechanikus párhuzamos működésű számítógép volt az Enigma kódjának dekódolására. A második  világháború végéig csak Nagy-Britanniában 210 Turing-bombát üzemeltettek.
A Colossust a Brit Posta Kutatóintézetben (Post Office Research Station) Tommy Flowers mérnök tervezte Max Newman matematikussal.
A Colossus Mark 1 prototípus 1943 decemberétől volt üzemképes és 1944. február 5-én kezdte meg az üzemszerű működését. A Mark 2-es továbbfejlesztett változat, melynek teljesítményét shift regiszterek használatával megsokszorozták. 1944. június 1-én helyezték üzembe, épp idejében a normandiai partraszálláshoz (1944. június 6.)
A háború végéig 10 Colossust építettek, a 11.-et megrendelték. Ezek a gépek lehetővé tették a szövetséges hírszerzőknek, hogy elolvassák a német főparancsnokság (OKW) üzeneteit.
A háború után a gépeket és a tervek nagy részét megsemmisítettek, és a létezését is titokban tartották.

## Fordítás
- Ez a szócikk részben vagy egészben  a   Colossus computer című angol Wikipédia-szócikk fordításán alapul.  Az eredeti cikk szerkesztőit annak laptörténete sorolja fel. Ez a jelzés csupán a megfogalmazás eredetét és a szerzői jogokat jelzi, nem szolgál a cikkben szereplő információk forrásmegjelöléseként.